# Diptychon (liturgie)

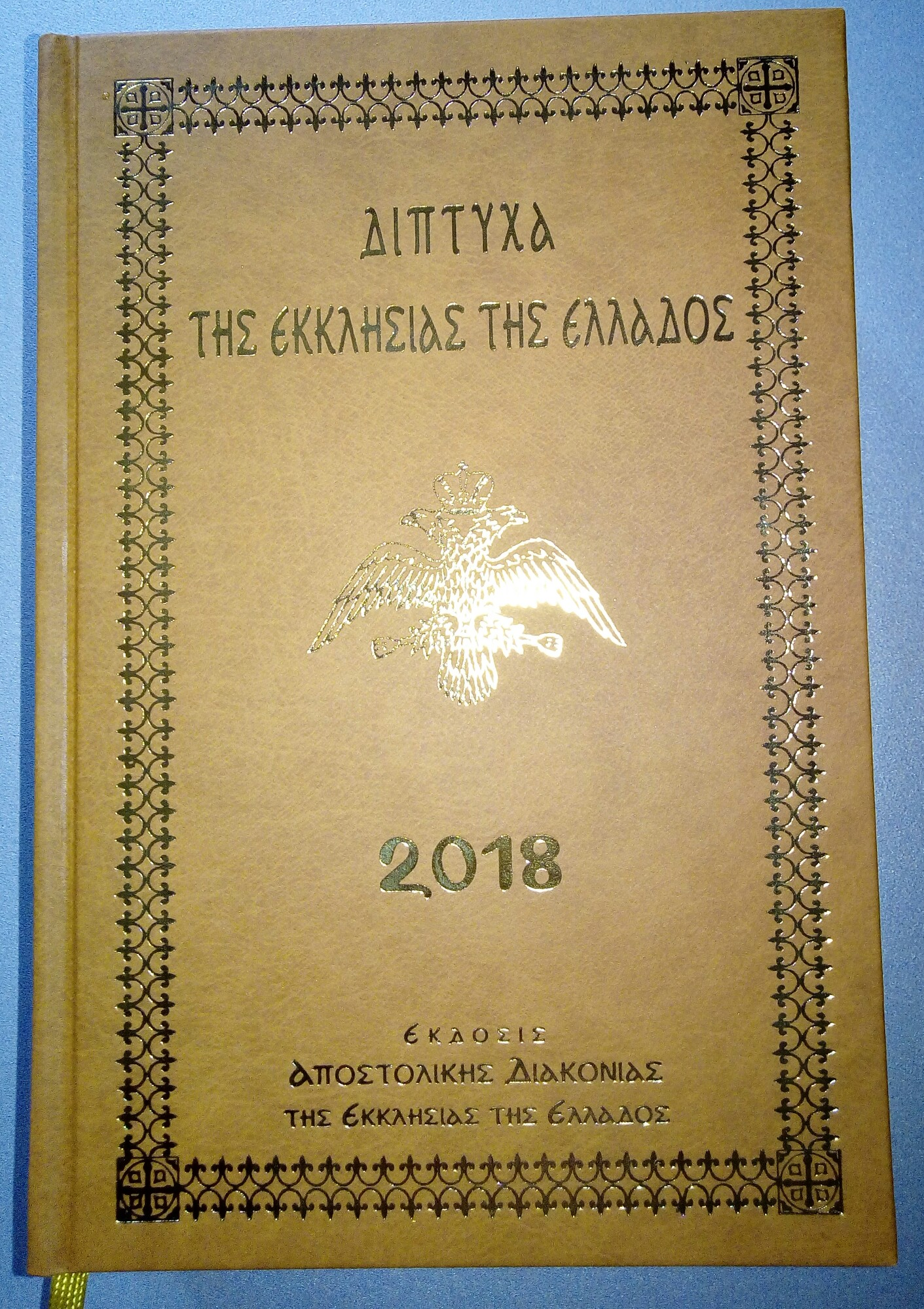
Diptychy řecké církve na rok 2018

Diptychon (řec. δίπτυχον, lat. Libri vivorum et mortuorum, též Liber memorialis) je soupis jmen osob zmiňovaných při bohoslužbě.

## Historie
Obsahoval jména dárců, vážených členů komunity, místního biskupa a některých dalších prelátů, světců, mučedníků a mrtvých, kteří se zasloužili o místní církevní komunitu. Jeho použití v liturgii je doloženo již od třetího století v díle sv. Cypriána. Ve velké míře latinské církve diptychon používaly asi do 12. století, ve východních církvích se používaly do 14. století, v praxi církví se v omezené míře používají až do současnosti.
Diptychony byly různé veliké podle počtu zapsaných jmen. Jak postupně narůstaly, začaly se rozlišovat na diptychony živých (řec. δίπτυχα ζώντων, lat. liber viventium) a diptychony mrtvých (řec. δίπτυχα νεχρών, lat. liber mortuorum). S rozšiřováním diptychonů začali být zmiňováni spolu s Pannou Marií, mučedníky a jinými svatými i papežové a patriarchové, biskupové a kněží, patroni kostela, císaři, celebrity a členové komunity, kteří zemřeli v pověsti svatosti.
Zapsání do diptychonu bylo velkou ctí. Znamenalo to uznání spravedlivého života zapsaného, duchovní důstojnost i jeho věrnost učení církve. Naopak vyškrtnutí z diptychonu bylo nejtěžším trestem, který znamenal, že vyškrtnutá osoba byla vyobcována z církve.
Z diptychonů živých se vyvinula martyrologia. Diptychony mrtvých se ve východních církvích začaly nazývat pomianniki (rus. помянники).
Diptychony pravoslavných církví zmiňují představené autokefálních církví, podle tradičního pořadí jejich starobylosti a úctyhodnosti. V současné praxi to bývá 15 autokefálních pravoslavných církví: konstantinoposká, alexandrijská, antiošská, jeruzalémská, ruská, srbská, rumunská, bulharská, gruzínská, kyperská, řecká, polská, albánská, v českých zemích a na Slovensku a ukrajinská.